# Disastro sonoro
Disastro sonoro è il primo EP del gruppo Hardcore punk italiano Peggio Punx, autoprodotto e pubblicato nel 1982.
L'EP è stato pubblicato anche nella raccolta Discography del 2005.

## Tracce
1. Pubblicità – 0:55
2. Scemo – 1:31
3. Non siamo come voi – 0:50
4. Rumori – 1:49
5. Disastro sonoro – 2:09